# 층 (수학)
수학에서 층(層, 영어: sheaf 시프[*], 프랑스어: faisceau 페소[*])은 어떤 위상 공간에서, 각 점에 국소적 구조를 붙인 것이다. 국소성에 따라, 일련의 호환 조건들을 만족시키는 국소적인 데이터를 이어붙여서 대역적인 데이터를 정의할 수 있다.
층의 개념은 위상수학·대수기하학·미분기하학에서 널리 쓰인다.

## 정의
층의 정의는 보통 다음과 같은 세 단계로 이루어진다.
1. 준층은 위상 공간의 열린 부분집합에 정보를 대응시키는 구조다. 즉, 어떤 위상 공간 위에 주어진 국소적인 데이터를 나타낸다. 일반적인 준층에서는 대역적인 데이터가 국소적인 데이터로부터 결정되지 않을 수 있다.
2. 분리 준층에서는 준층 가운데, 대역적인 데이터가 국소적인 데이터로부터 결정되지만, 국소적인 데이터를 이어붙이는 충분 조건이 존재하지 않을 수 있다.
3. 층의 경우, 대역적인 데이터가 국소적인 데이터로부터 결정되며, 또한 국소적인 데이터를 이어붙이는 충분 조건이 존재한다.

### 준층
범주 {\displaystyle {\mathcal {X}}} 위의, 범주 {\displaystyle {\mathcal {C}}}의 값을 갖는 준층(準層, 영어: presheaf 프리시프[*], 프랑스어: préfaisceau 프레페소[*])은 함자 {\displaystyle {\mathcal {F}}\colon {\mathcal {X}}^{\operatorname {op} }\to {\mathcal {C}}}이다. 여기서 {\displaystyle ^{\operatorname {op} }}은 반대 범주(사상의 방향이 뒤집한 범주)를 뜻한다. 이러한 준층을 대상으로 하고, 준층 사이의 자연 변환을 사상으로 가지는 범주를 {\displaystyle \operatorname {PSh} ({\mathcal {X}},{\mathcal {C}})}라고 표기한다.
대상 {\displaystyle U\in {\mathcal {X}}} 위에서의 준층 {\displaystyle {\mathcal {F}}\in \operatorname {PSh} ({\mathcal {X}},{\mathcal {C}})}의 단면(斷面, 영어: section)들로 구성된 대상 {\displaystyle \Gamma (U,{\mathcal {F}})\in {\mathcal {C}}}을 다음과 같이 정의한다.
{\displaystyle \Gamma (U,{\mathcal {F}})={\mathcal {F}}(U)\in {\mathcal {C}}}
고전적인 예로 {\displaystyle {\mathcal {X}}}가 위상 공간 {\displaystyle X}의 열린집합들의 범주 {\displaystyle {\mathcal {X}}=\operatorname {Open} (X)}인 경우를 들 수 있다. 이 경우,
- {\displaystyle {\mathcal {X}}}의 대상은 {\displaystyle X}의 열린집합이다.
- 만약 두 열린집합 {\displaystyle U,V\in \operatorname {Open} (X)}에 대하여 {\displaystyle \hom(U,V)}은 {\displaystyle U\subseteq V}일 경우에는 한원소 집합 {\displaystyle \{\iota _{UV}\}}이며, 나머지 경우에는 {\displaystyle \hom(U,V)=\varnothing }이다. 여기서 {\displaystyle \iota _{UV}\colon U\to V}는 포함 함수이다.

이 경우, {\displaystyle {\mathcal {X}}} 위의 {\displaystyle {\mathcal {C}}} 값을 갖는 준층 {\displaystyle {\mathcal {F}}}는 구체적으로 다음과 같은 데이터로 주어진다.
- 모든 열린집합 {\displaystyle U\subset X}에 대하여, {\displaystyle {\mathcal {F}}(U)\in {\mathcal {C}}}
- 모든 열린집합들 {\displaystyle V\subset U\subset X}에 대하여, {\displaystyle {\mathcal {F}}(\iota _{VU})\colon {\mathcal {F}}(U)\to {\mathcal {F}}(V)}

이들은 다음과 같은 함자의 공리들을 만족시켜야 한다. 임의의 열린집합들 {\displaystyle U\subset V\subset W\subset X}에 대하여,
- {\displaystyle {\mathcal {F}}(\iota _{UU})=\operatorname {id} _{{\mathcal {F}}(U)}}
- {\displaystyle {\mathcal {F}}(\iota _{UV})\circ {\mathcal {F}}(\iota _{VW})={\mathcal {F}}(\iota _{UW})}

### 분리 준층과 층
아래 정의에서, {\displaystyle {\mathcal {C}}=\operatorname {Set} }인 경우를 생각하자. (만약 {\displaystyle {\mathcal {C}}}가 구체적 범주라면, 이를 집합의 범주의 부분 범주로 여겨 아래 정의를 자명하게 일반화할 수 있다.)
범주 {\displaystyle {\mathcal {X}}} 속에 대상 {\displaystyle U\in {\mathcal {X}}}가 주어졌다고 하자.
{\displaystyle {\mathcal {X}}} 위에는 요네다 매장으로 인한 준층
{\displaystyle \hom _{\mathcal {X}}(-,U)\colon {\mathcal {X}}^{\operatorname {op} }\to \operatorname {Set} }
이 항상 존재한다. {\displaystyle {\mathcal {X}}} 위의 다른 준층
{\displaystyle {\mathcal {F}}\colon {\mathcal {X}}^{\operatorname {op} }\to \operatorname {Set} }
이 주어졌을 때, 요네다 준층에서 {\displaystyle {\mathcal {F}}}로 가는 준층 사상(자연 변환)들의 집합
{\displaystyle \hom _{\operatorname {PSh} ({\mathcal {X}})}(\hom _{\mathcal {X}}(-,U),{\mathcal {F}})}
를 정의할 수 있다. 각 준층 사상 {\displaystyle f\colon \hom _{\mathcal {X}}(-,U)\to {\mathcal {F}}}은 {\displaystyle U}의 각 "열린 부분 집합"에 {\displaystyle {\mathcal {F}}}의 단면을 대응시킨다.
{\displaystyle {\mathcal {X}}} 위에 그로텐디크 위상 {\displaystyle {\mathfrak {J}}}가 주어졌다고 하자. 그렇다면, 임의의 대상 {\displaystyle U\in {\mathcal {X}}}에 대하여, 덮개체들의 집합 {\displaystyle {\mathfrak {J}}(U)}이 존재하며, 각 덮개체 {\displaystyle {\mathcal {S}}\in {\mathfrak {J}}(U)}는 {\displaystyle {\mathcal {X}}} 위의 준층을 이룬다. 마찬가지로, 준층 사상들의 집합
{\displaystyle \hom _{\operatorname {PSh} ({\mathcal {X}})}({\mathcal {S}},{\mathcal {F}})}
를 정의할 수 있다. 각 준층 사상 {\displaystyle f\colon {\mathcal {S}}\to {\mathcal {F}}}는 {\displaystyle U}의 덮개에 속하는 각 "열린 부분 집합"에 {\displaystyle {\mathcal {F}}}의 단면을 대응시킨다.
덮개체 {\displaystyle {\mathcal {S}}\in {\mathfrak {J}}(U)}는 정의에 따라 {\displaystyle \hom(-,U)}의 부분 함자이므로, 자연스러운 제약 함수
{\displaystyle \operatorname {res} _{\hom _{\mathcal {X}}(-,U),{\mathcal {S}}}\colon \hom _{\operatorname {PSh} ({\mathcal {X}})}(\hom _{\mathcal {X}}(-,U),{\mathcal {F}})\to \hom _{\operatorname {PSh} ({\mathcal {X}})}({\mathcal {S}},{\mathcal {F}})}
가 존재한다. 이 경우, 다음과 같은 정의를 내릴 수 있다.
- 만약 {\displaystyle {\mathcal {X}}}의 모든 대상 {\displaystyle U} 및 그 모든 덮개체 {\displaystyle {\mathcal {S}}\in {\mathfrak {J}}(U)}에 대하여 {\displaystyle \operatorname {res} _{\hom _{\mathcal {X}}(-,U),{\mathcal {S}}}}가 단사 함수라면, {\displaystyle {\mathcal {F}}}의 {\displaystyle U}의 "부분 집합"에서의 단면들은 {\displaystyle U}의 덮개 {\displaystyle {\mathcal {S}}}에서의 값들로부터 완전히 결정된다. 즉, 대역적 데이터는 국소적 데이터로부터 완전히 결정된다. 이 조건을 만족시키는 준층을 분리 준층(分離準層, 영어: separated presheaf, 프랑스어: préfaisceau séparé)이라고 한다.
- 만약 {\displaystyle \operatorname {res} _{\hom _{\mathcal {X}}(-,U),{\mathcal {S}}}}가 전단사 함수라면, {\displaystyle U}의 덮개 {\displaystyle {\mathcal {S}}}에 임의의 (적절한) 단면들을 부여하여도 이들을 {\displaystyle U} 전체로 이어붙일 수 있다. 즉, 호환 조건을 만족시키는 모든 국소적 데이터를 대역적 데이터로 이어붙일 수 있다. 이 조건을 만족시키는 준층을 층(層, 영어: sheaf, 프랑스어: faisceau)이라고 한다.

{\displaystyle {\mathcal {X}}} 위의 층들 사이의 사상은 준층으로서의 사상이다. {\displaystyle X} 위의 층들의 범주는 {\displaystyle \operatorname {Sh} (X)}라고 쓰며, 이는 {\displaystyle \operatorname {PSh} (X)}의 충만한 부분 범주이다.

### 그로텐디크 준위상 위의 분리 준층과 층
만약 {\displaystyle {\mathcal {X}}}의 그로텐디크 위상이 그로텐디크 준위상으로 주어진다면, 분리 준층과 층의 정의를 더 구체적으로 서술할 수 있다. {\displaystyle {\mathcal {X}}}가 그로텐디크 준위상 {\displaystyle {\mathfrak {D}}}가 주어진 범주이며, {\displaystyle X}가 작은 곱 및 올곱을 갖는다고 하자. {\displaystyle {\mathcal {X}}}의 임의의 대상 {\displaystyle U\in {\mathcal {X}}} 및 덮개
{\displaystyle \{\iota _{i}\colon U_{i}\to U\}_{i\in I}\in {\mathfrak {D}}(u)}
가 주어졌을 때, 임의의 {\displaystyle i,j\in I}에 대하여, 다음과 같은 사상들이 존재한다.
{\displaystyle {\begin{matrix}&&&&U_{i}\times _{U}U_{j}\\&&&{\scriptstyle \pi _{1}}\swarrow \\U&\xleftarrow {\iota _{i}} &U_{i}\\&&&{\scriptstyle \pi _{2}}\nwarrow \\&&&&U_{j}\times _{U}U_{i}\end{matrix}}}
위 도형에서 {\displaystyle {\mathcal {F}}}에 대한 상을 취하면 다음과 같다.
{\displaystyle {\begin{matrix}&&&&{\mathcal {F}}(U_{i}\times _{U}U_{j})\\&&&{\scriptstyle {\mathcal {F}}(\pi _{1})}\nearrow \\{\mathcal {F}}(U)&{\xrightarrow {{\mathcal {F}}(\iota _{i})}}&{\mathcal {F}}(U_{i})\\&&&{\scriptstyle {\mathcal {F}}(\pi _{2})}\searrow \\&&&&{\mathcal {F}}(U_{j}\times _{U}U_{i})\end{matrix}}}
이들에 대한 올곱을 취하면 다음과 같은 사상들을 얻는다.
{\displaystyle {\mathcal {F}}(U){\xrightarrow {\prod _{i\in I}^{F(U)}{\mathcal {F}}(\iota _{i})}}\prod _{i\in I}{\mathcal {F}}(U_{i})}
{\displaystyle {\mathcal {F}}(U_{i}){\xrightarrow {\prod _{j\in I}^{{\mathcal {F}}(U_{i})}{\mathcal {F}}(\pi _{1})}}\prod _{j\in I}{\mathcal {F}}(U_{i}\times _{U}U_{j})}
{\displaystyle {\mathcal {F}}(U_{i}){\xrightarrow {\prod _{j\in I}^{{\mathcal {F}}(U_{i})}{\mathcal {F}}(\pi _{2})}}\prod _{j\in I}{\mathcal {F}}(U_{j}\times _{U}U_{i})}
이제, 사상들의 곱을 취하면 다음과 같은 사상들을 얻는다.
{\displaystyle {\mathcal {F}}(U){\xrightarrow {\prod _{i\in I}^{F(U)}{\mathcal {F}}(\iota _{i})}}\prod _{i\in I}{\mathcal {F}}(U_{i}){{\xrightarrow {\prod _{i\in I}\prod _{j\in I}^{{\mathcal {F}}(U_{i})}{\mathcal {F}}(\pi _{1})}} \atop {\xrightarrow[{\prod _{i\in I}\prod _{j\in I}^{{\mathcal {F}}(U_{i})}{\mathcal {F}}(\pi _{2})}]{}}}\prod _{i,j\in I}{\mathcal {F}}(U_{i}\times _{U}U_{j})}
왼쪽의 함수는 {\displaystyle U}의 단면 {\displaystyle {\mathcal {F}}(U)}를 {\displaystyle U_{i}}에 제한 한 것으로 해석 할 수 있으며, 오른쪽의 함수는 각 {\displaystyle U_{i}}의 단면 {\displaystyle {\mathcal {F}}(U_{i})}를 {\displaystyle U_{j}}와 "겹치는 부분"에 대하여 제한 한 것으로 해석 할 수 있다. 만약 왼쪽의 함수가 단사 함수라면, {\displaystyle {\mathcal {F}}}는 분리 준층이다. 만약 왼쪽의 함수가 오른쪽의 두 함수의 동등자를 이룬다면, {\displaystyle {\mathcal {F}}}는 층이다.

### 위상 공간 위의 분리 준층과 층
만약 {\displaystyle {\mathcal {X}}}가 어떤 위상 공간 {\displaystyle X}의 열린집합들의 범주 {\displaystyle \operatorname {Open} (X)}라고 하자. 이 경우, 분리 준층과 층의 정의는 다음과 같이 번역된다.
모든 열린집합 {\displaystyle U} 및 그 열린 덮개 {\displaystyle \{U_{i}\}_{i\in I}}에 대하여, 함수
{\displaystyle {\mathcal {F}}(U)\to \prod _{i\in I}{\mathcal {F}}(U_{i}){\to  \atop \to }\prod _{i,j\in I}{\mathcal {F}}(U_{i}\cap U_{j})}
를 정의하자. 이를 바탕으로, 다음과 같은 두 성질을 정의하자.
- (국소성) 임의의 {\displaystyle s,t\in {\mathcal {F}}(U)}에 대하여, 만약 모든 {\displaystyle i\in I}에 대하여 {\displaystyle s|_{U_{i}}=t|_{U_{i}}}라면 {\displaystyle s=t}이다. (이는 위 도형에서 왼쪽 사상이 단사 함수임과 동치이다.)
- (결합성) 각 {\displaystyle i\in I}에 대하여, {\displaystyle s_{i}\in {\mathcal {F}}(V)}가 주어졌다고 하고, 모든 {\displaystyle i,j\in I}에 대하여 {\displaystyle s_{i}|_{U_{j}}=s_{j}|_{U_{i}}}라고 하자. 그렇다면 모든 {\displaystyle i\in I}에 대하여 {\displaystyle s|_{U_{i}}=s_{i}}인 {\displaystyle s\in {\mathcal {F}}(U)}가 존재한다. (국소성을 가정하면, 이는 위 동형에서 왼쪽 사상이 오른쪽의 두 사상의 동등자를 이룸과 동치이다.)

국소성 공리를 만족시키는 준층은 분리 준층이며, 결합성 공리를 만족시키는 분리 준층은 층이다.

### 층의 사상
두 층 {\displaystyle {\mathcal {F}},{\mathcal {G}}\in \operatorname {Sh} (X)} 사이의 사상 {\displaystyle \phi \colon {\mathcal {G}}\to {\mathcal {F}}}는 함자 사이의 자연 변환이다. 즉, 모든 열린 부분집합 U에 대해서 {\displaystyle {\mathcal {C}}} 속의 사상들 {\displaystyle \phi (U)\colon {\mathcal {G}}(U)\to {\mathcal {F}}(U)}를 모은 것들 가운데, 제한 사상들 res와 호환되는 것들이다. 즉, 두 열린 부분집합 {\displaystyle U\subset V}에 대해서 다음의 그림이 가환하여야 한다.
{\displaystyle {\begin{array}{rcl}{\mathcal {G}}(V)&\xrightarrow {\quad \varphi _{V}\quad } &{\mathcal {F}}(V)\\r_{V,U}{\Biggl \downarrow }&&{\Biggl \downarrow }r_{V,U}\\{\mathcal {G}}(U)&{\xrightarrow[{\quad \varphi _{U}\quad }]{}}&{\mathcal {F}}(U)\end{array}}}
이 정의를 조금 더 일반화하여, 서로 다른 위상 공간 위에 정의된 층 사이에도 사상을 정의할 수 있다. 두 위상 공간 {\displaystyle X,Y\in \operatorname {Top} } 사이의 연속 함수 {\displaystyle f\colon X\to Y} 및 층 {\displaystyle {\mathcal {F}}\in \operatorname {Sh} (X)}, {\displaystyle {\mathcal {G}}\in \operatorname {Sh} (Y,{\mathcal {C}})}에 대하여,
두 위상 공간에 대한 층 사이의 사상은 다음과 같이 범주론적으로 정의할 수 있다. 위상 공간의 범주 {\displaystyle \operatorname {Top} } 및 범주의 범주 {\displaystyle \operatorname {Cat} }를 생각하자. (엄밀하게 말하면, 주어진 그로텐디크 전체에 속하는 위상 공간·범주의 범주를 생각한다.) 이 경우, 자연스러운 함자
{\displaystyle \operatorname {Open} \colon \operatorname {Top} \to \operatorname {Cat} ^{\operatorname {op} }}
{\displaystyle \operatorname {Open} \colon X\mapsto \operatorname {Open} (X)}
{\displaystyle \operatorname {Open} \colon (f\colon X\to Y)\mapsto (\operatorname {Open} f\colon U\subset Y\mapsto f^{-1}(U)\subset X)}
가 존재한다. 즉, {\displaystyle \operatorname {Open} (f)}는 다음과 같은 함자이다.
{\displaystyle \operatorname {Open} (f)\colon \operatorname {Open} (Y)\to \operatorname {Open} (X)}
그렇다면
{\displaystyle {\mathcal {F}}\colon \operatorname {Open} (X)\to {\mathcal {C}}^{\operatorname {op} }}
{\displaystyle {\mathcal {G}}\colon \operatorname {Open} (Y)\to {\mathcal {C}}^{\operatorname {op} }}
이므로, {\displaystyle f}에 대한 층 사상 {\displaystyle {\mathcal {G}}\to {\mathcal {F}}}는 자연 변환 {\displaystyle {\mathcal {G}}\implies {\mathcal {F}}\circ \operatorname {Open} (f)}이다. 구체적으로, {\displaystyle f}에 대한 층 사상 {\displaystyle \phi \colon {\mathcal {G}}\to {\mathcal {F}}}는 모든 열린 {\displaystyle U\subset Y}에 대해서 {\displaystyle {\mathcal {C}}}의 사상들 {\displaystyle \phi _{U}\colon {\mathcal {G}}(U)\to {\mathcal {F}}(f^{-1}(U))}를 모은 것들 가운데, 모든 Y의 열린집합들 {\displaystyle U\subset V\subset Y}에 대해서 다음의 그림이 가환하는 경우이다.
{\displaystyle {\begin{array}{rcl}{\mathcal {G}}(V)&\xrightarrow {\quad \varphi _{V}\quad } &{\mathcal {F}}(f^{-1}(V))\\r_{V,U}{\Biggl \downarrow }&&{\Biggl \downarrow }r_{f^{-1}(V),f^{-1}(U)}\\{\mathcal {G}}(U)&{\xrightarrow[{\quad \varphi _{U}\quad }]{}}&{\mathcal {F}}(f^{-1}(U))\end{array}}}
만약 {\displaystyle f=\operatorname {id} _{X}}인 경우, 이는 이전의 정의와 일치한다.
준층 사이의 사상도 마찬가지로 정의한다.

## 종류
층은 매우 일반적인 개념이며, 응용 분야에 따라 다양한 "괜찮은 층"의 개념들이 존재한다.
- 아벨 군 값을 갖는 층 코호몰로지를 다룰 때는 단사층의 개념을 사용한다. 이보다 약한 개념으로 섬세층이나 비순환층 등이 있다.
- 연접층은 유한 차원 벡터 다발의 단면층을 포함하는 가장 작은 아벨 범주의 원소이다. 만약 유한 차원 조건을 생략한다면, 준연접층의 개념을 얻는다.

보통, 함수층의 경우 어떤 환의 층에 대한 가군을 이룬다. 이러한 층을 가군층이라고 한다. 마찬가지로, 어떤 다른 환의 층에 대한 아이디얼을 이루는 층을 아이디얼 층이라고 한다.
기하학적으로, 선다발이나 인자에 대응하는 층을 가역층이라고 한다.
가장 자명한, 모든 줄기가 같은 층을 상수층이라고 한다.

## 층 위의 구조

### 줄기와 에탈레 공간
위상 공간 위의 층은 범주론적 접근 대신, 기하학적으로도 정의할 수 있다. 어떤 주어진 점 {\displaystyle x} 근처에서 층 {\displaystyle {\mathcal {F}}}가 가질 수 있는 값들의 집합을 {\displaystyle {\mathcal {F}}}의 줄기라고 하고, 이러한 줄기들의 집합을 에탈레 공간이라고 한다. 그렇다면 층은 에탈레 공간의 단면들의 모임으로 정의할 수 있다.

### 층화
(작은) 위치 {\displaystyle ({\mathcal {X}},{\mathfrak {J}})} 위의 층의 범주와 준층의 범주 사이에 자연스러운 포함 관계가 존재한다.
{\displaystyle I\colon \operatorname {Sh} ({\mathcal {X}},{\mathfrak {J}})\hookrightarrow \operatorname {PSh} ({\mathcal {X}})}
이 함자는 왼쪽 수반 함자 {\displaystyle S}를 가지는데, 이를 준층의 층화(層化, 영어: sheafification)라고 한다.
{\displaystyle I\colon \operatorname {Sh} ({\mathcal {X}},{\mathfrak {J}})\hookrightarrow \operatorname {PSh} ({\mathcal {X}})\colon S}

### 층의 함자
위상 공간 사이의 연속 함수가 주어지면, 이로부터 그 위에 존재하는 층들의 사상을 유도할 수 있다. 이는 함자를 이룬다. 구체적으로, 위상 공간 사이의 연속 함수 {\displaystyle f\colon X\to Y}가 주어졌다고 하고, 위상 공간 {\displaystyle X} 위의, 아벨 군 값을 가진 층과 층 사상들의 범주를 {\displaystyle \operatorname {Sh} (X)}라고 하자. 그렇다면 다음과 같은 함자들이 존재한다.
- 직상(直像, 영어: direct image) {\displaystyle f_{*}\colon \operatorname {Sh} (X)\to \operatorname {Sh} (Y)}
- 역상(逆像, 영어: inverse image) {\displaystyle f^{*}\colon \operatorname {Sh} (Y)\to \operatorname {Sh} (X)}
- 콤팩트 지지 직상(영어: direct image with compact support) {\displaystyle f_{!}\colon \operatorname {Sh} (X)\to \operatorname {Sh} (Y)}
- 예외 역상(영어: exceptional inverse image) {\displaystyle Rf^{!}\colon D\operatorname {Sh} (X)\to D\operatorname {Sh} (Y)}

이들은 서로 수반 함자이다. 여기서 {\displaystyle D}는 유도 범주, {\displaystyle R}은 오른쪽 유도 함자를 나타낸다.
- {\displaystyle f^{*}\leftrightarrows f_{*}}는 각각 왼쪽·오른쪽 수반 함자이다.
- {\displaystyle \operatorname {R} f_{!}\leftrightarrows \operatorname {R} f^{!}}는 각각 왼쪽·오른쪽 수반 함자이다.

#### 직상과 역상
직상 함자 {\displaystyle f_{*}}는 다음과 같다. {\displaystyle F\in \operatorname {Sh} (X)}이라면, 열린집합 {\displaystyle V\subset Y}에 대하여
{\displaystyle f_{*}F(V)=F(f^{-1}(V))}
이다. 역상 함자 {\displaystyle f^{*}}는 다음과 같다. {\displaystyle G\in \operatorname {Sh} (Y)}라면, {\displaystyle X} 위에 다음과 같은 준층을 정의할 수 있다. {\displaystyle U\subset X}에 대하여,
{\displaystyle U\mapsto \varinjlim _{V\supseteq f(U)}G(V)}
여기서 {\displaystyle \varinjlim }은 귀납적 극한이다. 이 준층에 층화(영어: sheafification)를 가한 층을 역상 함자 {\displaystyle f^{*}}라고 한다.

#### 콤팩트 지지 직상과 예외 역상
콤팩트 지지 직상 {\displaystyle f_{!}{\mathcal {F}}}은 다음과 같이 정의된다. 모든 열린집합 {\displaystyle U\subseteq Y}에 대하여,
{\displaystyle f_{!}{\mathcal {F}}(U)=\{s\in {\mathcal {F}}(f^{-1}(U))\colon f|_{\operatorname {supp} s}{\text{ is proper}}\}}
여기서 {\displaystyle f|_{\operatorname {supp} s}{\text{ is proper}}}라는 것은
{\displaystyle f\colon \colon \operatorname {supp} s\to U}
가 고유 함수임을 뜻한다. 콤팩트 지지 직상은 직상의 부분 함자이며, 만약 {\displaystyle f}가 고유 함수라면 콤팩트 지지 직상과 직상은 일치한다.
콤팩트 지지 직상 함자 {\displaystyle f_{!}\colon \operatorname {Sh} (X)\to \operatorname {Sh} (Y)}는 왼쪽 완전 함자이며, 그 오른쪽 전유도 함자(영어: right total derived functor)
{\displaystyle \operatorname {R} f_{!}\colon \operatorname {D} (\operatorname {Sh} (X))\to \operatorname {D} (\operatorname {Sh} (Y))}
를 취할 수 있다. 여기서 {\displaystyle \operatorname {D} (-)}는 유도 범주를 뜻한다.
이 함자는 오른쪽 수반 함자를 가지며, 이를 예외 역상(영어: exceptional inverse image)
{\displaystyle \operatorname {R} f^{!}\colon \operatorname {D} (\operatorname {Sh} (Y))\to \operatorname {D} (\operatorname {Sh} (X))}
이라고 한다. 표기와 달리, 예외 역상 함자를 오른쪽 전유도 함자로 하는 함자 {\displaystyle f^{!}\colon \operatorname {Sh} (Y)\to \operatorname {Sh} (X)}는 일반적으로 존재하지 않는다.

### 층 코호몰로지
임의의 {\displaystyle U\in {\mathcal {X}}}에 대하여, 단면 함자
{\displaystyle \Gamma (U,-)\colon \operatorname {Sh} ({\mathcal {X}})\to \operatorname {Set} }
는 동형 사상과 단사 사상을 보존하지만, 전사 사상은 일반적으로 보존하지 않는다. 만약 어떤 아벨 범주 {\displaystyle {\mathcal {A}}}에 값을 가진 층의 경우,
{\displaystyle \Gamma (U,-)\colon \operatorname {Sh} ({\mathcal {X}};{\mathcal {A}})\to {\mathcal {A}}}
는 왼쪽 완전 함자이며, 따라서 이 함자의 오른쪽 유도 함자를 정의할 수 있다. 이 함자들을 층 코호몰로지라고 한다. 층들의 완전열에 대응하여 층 코호몰로지 군들의 긴 완전열이 존재한다.

## 예
아주 많은 예들이 있다.
- 위상 공간 X위에서의 실수 연속 함수의 층
- 매끄러운 다양체 M위에서의 매끄러운 함수들의 층
- 매끄러운 다양체 M위에서의 벡터장들의 층

### 연속 함수의 층
위상 공간 {\displaystyle X}의 각 열린집합 {\displaystyle U\subset X}에 대하여 {\displaystyle {\mathcal {C}}(U)}를 실수 연속 함수의 집합이라고 하자. 그렇다면 {\displaystyle {\mathcal {C}}}는 {\displaystyle \operatorname {Open} (X)} 위에 층을 이룬다. 이 경우, 값을 가지는 범주는 집합의 범주 {\displaystyle \operatorname {Set} }, 아벨 군의 범주 {\displaystyle \operatorname {Ab} }, 또는 실수 벡터 공간의 범주 {\displaystyle \operatorname {\mathbb {R} -Vect} }일 수 있다.

### 매끄러운 함수의 층
매끄러운 다양체 {\displaystyle M} 위에 층 {\displaystyle {\mathcal {C}}^{\infty }}를 다음과 같의 정의하자. 열린 부분집합 {\displaystyle U\in \operatorname {Open} (M)}에 대해 {\displaystyle {\mathcal {C}}^{\infty }(U)}는 모든 실수값 매끄러운 함수들의 집합이다. 이는 아벨 군 또는 실수 벡터 공간 값을 갖는 층을 이룬다.
{\displaystyle {\mathcal {C}}^{\infty }\in \operatorname {Sh} (M,\operatorname {Ab} )}
{\displaystyle {\mathcal {C}}^{\infty }\in \operatorname {Sh} (M,\mathbb {R} {\text{-Vect}})}

### 올다발의 단면들의 층
위상 공간 {\displaystyle E,X} 사이의 연속 함수 {\displaystyle \pi \colon E\to X}가 주어졌다고 하자. (예를 들어, {\displaystyle E}는 {\displaystyle X} 위의 올다발일 수 있다.) 그렇다면 층 {\displaystyle {\mathcal {F}}}를 다음과 같이 정의하자.
{\displaystyle {\mathcal {F}}(U)=\{f\in {\mathcal {C}}(U,E)|\pi \circ f=\operatorname {id} _{U}\}}
이러한 {\displaystyle f}를 {\displaystyle \pi }의 단면이라고 한다. {\displaystyle {\mathcal {F}}}는 (아벨 군 또는 실수 벡터 공간 값을 갖는) 층이며, {\displaystyle {\mathcal {F}}}의 에탈레 공간은 {\displaystyle E}이다.

### 유계 연속 함수의 준층
국소 콤팩트하지만 콤팩트하지 않은 공간 {\displaystyle X} 위에, 유계 연속 함수들의 준층 {\displaystyle {\mathcal {C}}_{\text{bounded}}}을 생각하자. 이는 준층을 이루지만, 일반적으로 층을 이루지 못한다. 예를 들어, {\displaystyle X} 위의 비유계 연속 함수 {\displaystyle f\colon X\to \mathbb {R} }를 생각하자. {\displaystyle X}에, 폐포가 모두 콤팩트한 열린 덮개 {\displaystyle \{U_{\alpha }\}}를 잡으면, {\displaystyle f|_{U_{\alpha }}}는 (콤팩트 공간 {\displaystyle {\bar {U}}_{\alpha }} 위의 연속 함수이므로) 유계 함수이지만, 이들을 이어붙인 함수 {\displaystyle f}는 유계함수가 아니다.

## 역사
층 이론이 정확히 언제, 누구에 의하여 제창되었는지는 말하기 쉽지 않지만, 해석적 연속의 개념의 발달과 더불어서 같이 발달된 것으로 생각된다. 아무튼, 코호몰로지 이론의 기초로부터 독자적인 이론으로 발달되는 데에는 대략 15년 가량의 시간이 걸렸다.

### 코호몰로지의 추상적 정의
층 이론은 대수적 위상수학에서, 코호몰로지의 개념을 일반화하기 위하여 정의되었다. 고전적으로 이는 베티 수로서 여겨졌으나, 대수적 위상수학의 여러 정의를 하기 위해서는 이를 아벨 군으로 대체하여야 한다는 것이 밝혀졌다.
1932년에 에두아르트 체흐는 체흐 코호몰로지의 개념을 정의하였고, 1936년에는 열린 덮개의 신경(nerve)을 정의하였다. 이것은 열린 덮개에 어떤 단체 복합체를 대응시킨 것이다. 체흐의 정의는 이전의 정의들보다 더 추상적이다.
체흐와 제임스 워델 알렉산더, 안드레이 콜모고로프의 업적을 바탕으로, 1938년에 해슬러 휘트니는 공사슬 복합체를 사용하여 코호몰로지를 최초로 현대적으로 정의하였다.
이 코호몰로지 이론들은 (현대적인 용어로는) 상수층을 계수로 하고 있었다. 1943년에 노먼 스틴로드는 이를 일반화하여, 위치마다 계수가 바뀔 수 있는, 즉 국소 계수를 가지는 호몰로지에 대한 이론을 발표하였다.

### 층 이론의 시초
1945년에 장 르레는 제2차 세계 대전에서 포로 상태에 최초로 훗날 층 이론과 스펙트럼 열의 최초의 등장으로 여겨지게 되는 논문을 출판하였다. 이후 프랑스의 수학자들은 층 이론의 유용함을 곧 알아차렸다. 1947년 앙리 카르탕이 앙드레 베유에게 보낸 편지에서, 층 이론을 이용한 새로운 드람 정리의 증명 방법을 공개하였다.
르레는 열린집합 대신에 닫힌 집합들을 이용하여 층을 정의하였는데, 이는 차후 카라파스(프랑스어: carapace)로 불리게 된다. 이 정의는 1948년 카르탕 세미나(Cartan seminar)에서 최초로 체계화되었다.
1950년 카르탕 세미나에서는 층 이론이 카라파스 대신 에탈레 공간을 사용하여 재정의되었다. 이 세미나에서는 줄기 및 지지집합을 가진 코호몰로지가 최초로 등장하였다. 또한, 연속 함수의 스펙트럼 열이 정의되었다.

### 다변수 복소해석학과 대수기하학에서의 층
층 이론은 대수적 위상수학과 독립적으로, 다변수 복소해석학에서 또한 시초를 찾을 수 있다. 1950년에 오카 기요시는 다변수 복소해석학에서 아이디얼들의 층을 정의하였다. 이후 1951년에는 오카의 업적을 바탕으로, 카르탕 세미나에서 다변수 복소해석학의 카르탕 정리가 증명되었다.
곧 1953년 앙리 카르탕과 장피에르 세르는 벡터 다발을 일반화한 연접층을 도입하였고, 해석적 연접층의 층 코호몰로지의 유한성 정리를 증명하였다. 또한 세르는 세르 쌍대성을 증명하였다. 1954년에 세르는 유명한 논문 〈대수적 연접층〉에서 대수기하학에서 쓸 수 있는 층 이론을 처음으로 소개하였다. 이 논문에서의 아이디어는 프리드리히 히르체브루흐에 의해서 사용되어 더욱 발달된 후 차후 1956년에 〈대수기하학에서의 위상수학적 방법〉이라는 제목으로 출판되었고, 또한 1956년 오스카 자리스키가 대수적 층 이론에 대한 논문을 발표하였다.
또한, 1958년 경 도입된 사토 미키오의 초함수(hyperfunction) 또한 자연스럽게 층 이론을 통해 정의할 수 있다는 것이 밝혀졌다.

### 그로텐디크의 유도 함자를 통한 정의
알렉산더 그로텐디크는 범주론 및 호몰로지 대수학적인 기법으로, 층의 개념을 매우 일반적이고 추상적인 방법으로 재정의하였다. 1955년 캔자스 대학교에서의 강의에서 그로텐디크는 아벨 범주와 준층의 개념을 정의하였고, 단사 분해(injective resolution)의 개념을 도입하였다. 이로서, 임의의 위상 공간 위에서 층 코호몰로지 군은 유도 함자 및 단사층의 개념을 통해 자연스럽게 정의할 수 있게 되었다.
1957년에 그로텐디크는 유명한 도호쿠 대학 수학 저널 논문에서 호몰로지 대수학의 기초를 새롭게 썼다. 그로텐디크는 또한 그로텐디크 쌍대성(Grothendieck duality, 특이점을 가진 대수다양체에도 적용될 수 있는 세르 쌍대성의 일반화)를 증명하였다.

### 층 이론의 응용
1958년에 로제 고드망의 표준적인 층 이론 교재 가 출판되면서, 층 이론은 현대 수학의 주류 언어의 일부가 되었고, 더 이상 대수적 위상수학에서뿐만이 아니라 대부분의 수학 분야에서 쓰이게 되었다.
층들의 범주를 토포스라고 한다. 모든 토포스는 내부적 논리학을 가지며, 이 논리는 고차 직관 논리의 일종이다. 토포스 이론을 사용하여, 이 논리에 크립키-주아얄 의미론이라는 의미론을 부여할 수 있음이 알려졌다. 이는 솔 크립키의 크립키 의미론을 토포스에 대하여 일반화한 것과 같다.

## 어원
프랑스어 단어 faisceau는 ‘다발’·‘묶음’을 뜻하는 말이다. 장 르레는 1946년 프랑스어 단어 faisceau를 자신의 논문에 썼다. 이 단어가 영어 sheaf로 번역되었다. sheaf가 이미 있는 용어라서 stack으로 번역한 수학자도 있었지만 결과적으로 널리 쓰이게 되지는 않았다.
‘층(層)’이라는 번역어를 쓰기 시작한 사람은 아키즈키 야스오이다. 그는 ‘다발(束)’이란 용어는 이미 일본 수학계에서 쓰이고 있으며 ‘층’의 일본어 발음 ソー가 프랑스어 faisceau의 마지막 음절과 비슷하기 때문에 ‘층’이라는 단어를 택했다.

## 같이 보기
- 올다발
- 제르브
- 토포스
- 층 코호몰로지

## 참고 문헌
1. ↑  Serre, Jean-Pierre (1955년 3월). “Faisceaux algébriques cohérents”. 《Annals of Mathematics (Second Series)》 (프랑스어) 61 (2): 197–278. doi:10.2307/1969915.
2. ↑  Zariski, Oscar (1956). “Scientific report on the second summer institute, several complex variables. Part III. Algebraic sheaf theory”. 《Bulletin of the American Mathematical Society》 (영어) 62 (2): 117-141. doi:10.1090/S0002-9904-1956-10018-9. ISSN 0273-0979. MR 0077995. Zbl 0074.15703.
3. ↑  Godement, Roger (1973). 《Topologie algébrique et théorie des faisceaux》. Actualités scientifiques et industrielles (프랑스어) 1252 3판. 파리: Hermann. MR 0345092. Zbl 0275.55010.
4. ↑  Jean, Leray (1946년 5월 27일). “L'anneau d'homologie d'une representation”. 《Comptes rendus hebdomadaires des séances de l'Académie des sciences》 (프랑스어) 222: 1366.
5. ↑  Hodge, W. V. D.; Atiyah, M. F. (1955년 7월). “Integrals of the Second Kind on an Algebraic Variety”. 《Annals of Mathematics》 (영어) 62 (1): 56.
6. ↑  秋月康夫 (1970). 《輓近代数学の展望》 (일본어). 176쪽.

- Swan, R. G. (1964). 《The theory of sheaves》 (영어). University of Chicago Press.
- Tennison, B. R. (1975). 《Sheaf theory》. London Mathematical Society Lecture Note (영어) 20. Cambridge University Press.
- Bredon, Glen E. (1997). 《Sheaf theory》. Graduate Texts in Mathematics (영어) 170 2판. Springer. doi:10.1007/978-1-4612-0647-7. ISBN 978-0-387-94905-5. ISSN 0072-5285. MR 1481706. Zbl 0874.55001.
- Mac Lane, Saunders; Ieke Moerdijk (1992). 《Sheaves in geometry and logic: a first introduction to topos theory》. Universitext (영어). Springer. doi:10.1007/978-1-4612-0927-0. ISBN 978-0-387-97710-2. ISSN 0172-5939. Zbl 0822.18001.
- Hirzebruch, F. (1995). 《Topological methods in algebraic geometry》. Classics in Mathematics (영어). Springer. ISBN 978-3-540-58663-0. MR 1335917.
- Kashiwara, M.; Schapira, P. (1990). 《Sheaves on Manifolds》. Grundlehren der Mathematischen Wissenschaften (영어) 292. Springer. ISBN 978-3-540-51861-7. MR 1299726.
- Seebach, J. Arthur Jr.; Seebach, Linda A.; Steen, Lynn A. (1970년 8월). “What is a sheaf?” (PDF). 《The American Mathematical Monthly》 (영어) 77 (7): 681-703. doi:10.2307/2316199. JSTOR 2316199. 2015년 9월 24일에 원본 문서 (PDF)에서 보존된 문서. 2015년 8월 12일에 확인함.
- Dowker, Clifford Hugh (1957). 《Lectures on sheaf theory》 (PDF). Tata Institute of Fundamental Research Lectures on Mathematics (영어) 6. 뭄바이: Tata Institute of Fundamental Research.